# فتوح الغيب
فتوح الغيب، أحد أبرز الكتب في التصوف للإمام عبد القادر الجيلاني، والذي جاء ذلك ضمن اثنين وستين مجلساً كان يعقدها عبد القادر الجيلاني في مدرسته.